# السکا دایامند
السکا دایامند (انگلیسی: Aleska Diamond؛ زاده ۶ اوت ۱۹۸۸) یک بازیگر پورنوگرافی اهل مجارستان است.